# Svoboda panorame
Svoboda panorame je pravica javnosti do ustvarjanja dvodimenzionalnih posnetkov (fotografija, film) javnih prostorov ter proste uporabe teh posnetkov. Gre za določilo v zakonski ureditvi nekaterih držav, ki omejuje avtorske pravice avtorjev del, trajno postavljenih na javnih mestih, kot so zgradbe in skulpture, ter daje vsakomur pravico ustvarjati izpeljana dela. Izraz je direkten prevod nemške fraze Panoramafreiheit, od koder je kasneje prišel v uporabo v angleščini kot Freedom of Panorama. Podobna izjema je poštena uporaba, kjer pa je pogosto težko potegniti ločnico med ustrezno in neustrezno uporabo.
Zakonodaje različnih držav priznavajo različne obsege te svoboščine. Enega najcelovitejših primerov pozna Združeno kraljestvo, kjer je dovoljeno ustvarjati in uporabljati posnetke vseh umetniških del na javnih mestih, vključno z zgradbami, skulpturami, modeli zgradb in notranjo opremo javno dostopnih prostorov. V Združenih državah Amerike je definicija v zakonu o avtorskih pravicah ožja in zajema le stavbe – torej zgradbe, namenjene prebivanju, ne pa mostov, jezov, pešpoti in ostalih pomožnih zgradb ter samostojnih skupltur. Na drugi strani so države, kot sta Francija in Italija, ki prepovedujejo vsakršno uporabo posnetkov avtorsko zaščitenih zgradb. Direktiva Evropske unije o informacijski družbi iz leta 2011 sicer vsebuje določilo, enakovredno svobodi panorame za vsa arhitekturna dela, vendar je neobvezno, tako da je ureditev prepuščena posameznim državam članicam.
Slovenski Zakon o avtorski in sorodnih pravicah (ZASP) v 55. členu pravi, da »Dela, ki so trajno v parkih, na ulicah, na trgih ali na drugih splošno dostopnih krajih, so v prosti uporabi.«, vendar prepoveduje uporabo dvodimenzionalnih posnetkov v pridobitni namen. V praksi to pomeni, da je brez izrecnega dovoljenja avtorja neki objekt (kip, zgradba,....), ki mu še niso potekle avtorske pravice, dovoljeno fotografirati za osebno rabo, prepovedana pa je že objava v časopisu (saj ima izdajanje časopisa pridobitni namen), na turističnem portalu ipd.